# Esgrima nos Jogos Olímpicos de Verão de 1928 - Espada individual masculino
A competição de espada individual masculino nos Jogos Olímpicos de Verão de 1928 foi disputada entre os dias 6 e 7 de agosto no Schermzaal. No total, 59 esgrimistas de 22 nações disputaram o evento.

## Medalhistas
Os três melhores colocados da fase final conquistaram as medalhas, o francês Lucien Gaudin conquistou o ouro com oito vitórias. O pódio foi completado pelo seu compatriota Georges Buchard e o estadunidense George Calnan, respectivamente medalhistas de prata e bronze.
|  | FRA França    |  | FRA França      |  | USA Estados Unidos |
|  | Lucien Gaudin |  | Georges Buchard |  | George Calnan      |

## Resultados

### Primeira rodada
As partidas ocorreram no dia 6 de agosto, os três melhores de cada grupo se classificaram para a fase seguinte.
Grupo A
| Pos. | Atletas                  | V | Q. |
| ---- | ------------------------ | - | -- |
| 1    | ESP Domingo García       | 7 | Q2 |
| 2    | GBR Charles Biscoe       | 6 | Q2 |
| 3    | EGY Saul Moyal           | 6 | Q2 |
| 4    | POR Henrique da Silveira | 5 | Q2 |
| 5    | GER Hans Halberstadt     | 5 | Q2 |
| 6    | BEL Charles Debeur       | 5 | Q2 |
| 7    | HUN Ottó Hátszeghy       | 3 |    |
| 7    | MEX Luis Hernández       | 3 |    |
| 9    | NOR Sigurd Akre-Aas      | 1 |    |
| 9    | SWE Gunnar Cederschiöld  | 1 |    |

Grupo B
| Pos. | Atletas               | V | Q. |
| ---- | --------------------- | - | -- |
| 1    | SWE Nils Hellsten     | 7 | Q2 |
| 2    | USA George Calnan     | 7 | Q2 |
| 3    | SUI Eugène Empeyta    | 6 | Q2 |
| 4    | DEN Ivan Osiier       | 6 | Q2 |
| 5    | HUN János Hajdú       | 5 | Q2 |
| 6    | GER Fritz Jack        | 3 | Q2 |
| 7    | TCH František Kříž    | 3 |    |
| 7    | NED Pieter Mijer      | 3 |    |
| 9    | FIN Torvald Appelroth | 2 |    |
| 9    | ROU Gheorghe Caranfil | 2 |    |

Grupo C
| Pos. | Atletas                | V | Q. |
| ---- | ---------------------- | - | -- |
| 1    | EGY Salvator Cicurel   | 6 | Q2 |
| 2    | POR Paulo Leal         | 6 | Q2 |
| 3    | DEN Jens Berthelsen    | 6 | Q2 |
| 4    | NED Willem Driebergen  | 5 | Q2 |
| 5    | HUN József Rády        | 4 | Q2 |
| 6    | SWE Gustaf Dyrssen     | 4 | Q2 |
| 7    | ESP Francisco González | 4 |    |
| 7    | NOR Raoul Heide        | 4 |    |
| 7    | ARG Antonio Villamil   | 4 |    |
| 10   | USA Edward Barnett     | 1 |    |

Grupo D
| Pos. | Atletas                 | V | Q. |
| ---- | ----------------------- | - | -- |
| 1    | BEL Léon Tom            | 6 | Q2 |
| 2    | FRA Armand Massard      | 6 | Q2 |
| 3    | ROU Răzvan Penescu      | 6 | Q2 |
| 4    | DEN Peter Ryefelt       | 5 | Q2 |
| 5    | ARG Oscar Martínez      | 5 | Q2 |
| 6    | USA Allen Milner        | 4 | Q2 |
| 7    | TCH Jan Černohorský     | 4 |    |
| 8    | GRE Konstantinos Bembis | 3 |    |
| 9    | NED Arie de Jong        | 2 |    |
| 10   | NOR Frithjof Lorentzen  | 1 |    |

Grupo E
| Pos. | Atletas               | V | Q. |
| ---- | --------------------- | - | -- |
| 1    | FRA Lucien Gaudin     | 9 | Q2 |
| 2    | SUI Édouard Fitting   | 6 | Q2 |
| 3    | BEL Charles Delporte  | 6 | Q2 |
| 4    | GER Theodor Fischer   | 4 | Q2 |
| 5    | POR Frederico Paredes | 4 | Q2 |
| 6    | GBR Bertie Childs     | 3 | Q2 |
| 7    | ROU Dan Gheorghiu     | 3 |    |
| 8    | GRE Georgios Ambet    | 2 |    |
| 8    | EGY Elie Adda         | 2 |    |
| 10   | ARG José Llauro       | 1 |    |

Grupo F
| Pos. | Atletas                    | V | Q. |
| ---- | -------------------------- | - | -- |
| 1    | FRA Georges Buchard        | 7 | Q2 |
| 2    | SUI Henri Jacquet          | 6 | Q2 |
| 3    | GBR Martin Holt            | 6 | Q2 |
| 4    | GRE Tryfon Triantafyllakos | 4 | Q2 |
| 5    | MEX Pedro Mercado          | 3 | Q2 |
| 6    | TCH Josef Jungmann         | 3 | Q2 |
| 7    | CHI Tomás Goyoaga          | 3 |    |
| 8    | BUL Dimitar Vasilev        | 2 |    |
| 8    | FIN Lauri Kettunen         | 2 |    |

### Quartas de final
As partidas ocorreram no dia 6 de agosto, os seis melhores de cada grupo se classificaram para as semifinais.
Grupo A
| Pos. | Atletas               | V | Q.  |
| ---- | --------------------- | - | --- |
| 1    | FRA Lucien Gaudin     | 9 | QSF |
| 2    | POR Frederico Paredes | 8 | QSF |
| 3    | GER Hans Halberstadt  | 7 | QSF |
| 4    | EGY Saul Moyal        | 7 | QSF |
| 5    | NED Willem Driebergen | 6 | QSF |
| 6    | BEL Charles Debeur    | 5 | QSF |
| 7    | SUI Henri Jacquet     | 5 |     |
| 8    | SWE Gustaf Dyrssen    | 4 |     |
| 8    | ROU Răzvan Penescu    | 4 |     |
| 10   | ARG Oscar Martínez    | 2 |     |
| 10   | DEN Peter Ryefelt     | 2 |     |
| 12   | GBR Martin Holt       | 2 |     |

Grupo B
| Pos. | Atletas                    | V | Q.  |
| ---- | -------------------------- | - | --- |
| 1    | DEN Jens Berthelsen        | 8 | QSF |
| 2    | BEL Léon Tom               | 7 | QSF |
| 3    | FRA Georges Buchard        | 6 | QSF |
| 4    | USA Allen Milner           | 6 | QSF |
| 5    | SWE Nils Hellsten          | 6 | QSF |
| 6    | HUN József Rády            | 6 | QSF |
| 7    | POR Paulo Leal             | 6 |     |
| 8    | TCH Josef Jungmann         | 5 |     |
| 9    | GRE Tryfon Triantafyllakos | 4 |     |
| 9    | SUI Édouard Fitting        | 4 |     |
| 11   | GBR Bertie Childs          | 3 |     |
| 12   | GER Theodor Fischer        | 1 |     |

Grupo C
| Pos. | Atletas                  | V | Q.   |
| ---- | ------------------------ | - | ---- |
| 1    | EGY Salvator Cicurel     | 8 | QSF  |
| 2    | USA George Calnan        | 8 | QSF' |
| 3    | DEN Ivan Osiier          | 7 | QSF  |
| 4    | FRA Armand Massard       | 7 | QSF  |
| 5    | BEL Charles Delporte     | 7 | QSF  |
| 6    | SUI Eugène Empeyta       | 5 | QSF  |
| 7    | ESP Domingo García       | 5 |      |
| 7    | POR Henrique da Silveira | 5 |      |
| 9    | GER Fritz Jack           | 4 |      |
| 10   | HUN János Hajdú          | 3 |      |
| 10   | GBR Charles Biscoe       | 3 |      |
| 12   | MEX Pedro Mercado        | 2 |      |

### Semifinais
As partidas ocorreram no dia 6 de agosto, os cinco melhores de cada grupo se classificaram para a fase final.
Grupo A
| Pos. | Atletas               | V | Q. |
| ---- | --------------------- | - | -- |
| 1    | FRA Lucien Gaudin     | 6 | QF |
| 2    | BEL Léon Tom          | 5 | QF |
| 3    | BEL Charles Delporte  | 5 | QF |
| 4    | USA George Calnan     | 4 | QF |
| 5    | EGY Saul Moyal        | 4 | QF |
| 6    | NED Willem Driebergen | 3 |    |
| 7    | DEN Ivan Osiier       | 3 |    |
| 8    | SUI Eugène Empeyta    | 2 |    |
| 9    | HUN József Rády       | 2 |    |

Grupo B
| Pos. | Atletas               | V | Q. |
| ---- | --------------------- | - | -- |
| 1    | FRA Georges Buchard   | 6 | QF |
| 2    | SWE Nils Hellsten     | 6 | QF |
| 3    | EGY Salvator Cicurel  | 5 | QF |
| 4    | BEL Charles Debeur    | 4 | QF |
| 5    | USA Allen Milner      | 4 | QF |
| 6    | FRA Armand Massard    | 4 |    |
| 7    | DEN Jens Berthelsen   | 3 |    |
| 8    | POR Frederico Paredes | 3 |    |
| 9    | GER Hans Halberstadt  | 0 |    |

### Final
As partidas da fase final ocorreram no dia 7 de agosto.
| Pos.              | Atletas              | V |
| ----------------- | -------------------- | - |
| Medalha de ouro   | FRA Lucien Gaudin    | 8 |
| Medalha de prata  | FRA Georges Buchard  | 7 |
| Medalha de bronze | USA George Calnan    | 6 |
| 4                 | BEL Léon Tom         | 6 |
| 5                 | SWE Nils Hellsten    | 5 |
| 6                 | BEL Charles Delporte | 4 |
| 7                 | BEL Charles Debeur   | 3 |
| 8                 | EGY Salvator Cicurel | 3 |
| 9                 | USA Allen Milner     | 1 |
| 10                | EGY Saul Moyal       | 1 |